# ロックペイント
ロックペイント株式会社（Rock Paint Co.,Ltd.）は、大阪府大阪市西淀川区姫島に本社を置く塗料の製造販売をおこなう企業である。1929年創業。自動車補修用塗料の中心的存在としてその名を広く知られている。

## 会社概要
創業者の辻巖が1929年（昭和4年）にラッカー性塗料の製造を始める。戦時中の1943年（昭和18年）に第二次企業整備令に伴い、一旦廃業するも、1947年（昭和22年）に再開。1952年（昭和27年）に改組し、自身の名前の「巌」から「ロック塗料製造所」に改称し、その3年後、社名を現在のロックペイントとする。
自動車補修用塗料で先行したメーカーとして非常に有名であり、同じく大阪に本拠を構えるアサヒペンや日本ペイント、関西ペイント、大日本塗料に比べると、建築用塗料やDIY用塗料におけるウェートは少ないものの、自動車整備工場やカスタムカーを得意とするカー用品店等を中心に強い販売網を持つ。また自動車工場ならびに部品工場のある近くには必ずと言って良いほど、同社の営業所や、同社の看板を掲げた販売店が存在することで知られる。
2023年9月21日に辻商事による株式公開買付けが成立。ロックペイントは同年12月13日に上場廃止となった。
みどり会の会員企業であり三和グループに属している。

## 主要事業所
- 東京営業部 - 東京都江東区南砂2丁目37番2号
- 営業所 - 札幌（札幌市白石区）・仙台（仙台市宮城野区）・西関東（相模原市緑区）
名古屋（名古屋市中川区）・岡山（岡山市北区）・福岡（福岡県糟屋郡新宮町）
- 工場 - 宇都宮（栃木県宇都宮市）・東京（埼玉県八潮市）・富士小山（静岡県駿東郡小山町）
犬山（愛知県犬山市）・伊賀上野（三重県伊賀市）・大阪（大阪市西淀川区）・宝塚（兵庫県宝塚市）
・福崎（兵庫県神崎郡福崎町）・九州（佐賀県神埼郡吉野ヶ里町）

## 関連会社
- PT. ROCK PAINT INDONESIA
- バルスパーロック株式会社

## その他
同社の製品を扱っている店で黄色地に会社のマークとカタカナで達筆に書かれている看板を、今も数多く見かけるが、これはかつての「ペンキ屋=低俗な仕事」というイメージを払拭するためにとられた塗料メーカーのイメージアップ策の一つでもある。

## 不祥事
大阪府警生活経済課などは2007年（平成19年）6月15日に、日本工業規格（JIS）の認定を受けていない塗料にJISマークを付けて販売したとして、同社の辻信一郎社長ら8人と、法人としての同社や子会社など3社を、工業標準化法、並びに不正競争防止法違反容疑で書類送検した。同社は、2006年（平成18年）3月までの8年間に、555品目の塗料計760缶を不正に販売し、291億円を売り上げていたとされる。
この不正表示問題は、独立行政法人製品評価技術基盤機構が関東地方の量販店で実施した抜き打ち検査で発覚し、経済産業省が2006年（平成18年）7月に大阪府警に刑事告発していた。